# Elecciones generales de Tailandia de 1976
Las elecciones generales de 1976 se celebraron en Tailandia el 4 de abril de 1976 después de que la Cámara de Representantes se disolviera prematuramente el 12 de enero. Un total de 2350 candidatos que representan a 39 partidos disputaron las elecciones, aunque la participación electoral fue solo del 44%. El resultado fue una victoria para el Partido Demócrata, que obtuvo 114 de los 279 escaños.

## Resultados
| Partido                 | Partido                           | Votos      | %     | Escaños | +/-   |
| ----------------------- | --------------------------------- | ---------- | ----- | ------- | ----- |
|                         | Partido Demócrata                 | 4,745,990  | 25.31 | 114     | +42   |
|                         | Chart Thai                        | 3,280,134  | 17.49 | 56      | +28   |
|                         | Partido de Acción Social          | 3,272,170  | 17.45 | 45      | +27   |
|                         | Partido de la Justicia Social     | 1,725,568  | 9.20  | 28      | -17   |
|                         | Partido Nueva Fuerza              | 1,276,208  | 6.81  | 3       | -9    |
|                         | Fuerza del pueblo                 | 746,985    | 3.98  | 3       | +1    |
|                         | Partido Social Agrario            | 672,259    | 3.59  | 9       | -10   |
|                         | Partido Social Nacionalista       | 642,078    | 3.42  | 8       | -8    |
|                         | Partido Socialista de Tailandia   | 357,385    | 1.91  | 2       | -13   |
|                         | Partido de la Dharmacracia        | 264,526    | 1.41  | 1       | Nuevo |
|                         | Partido de protección tailandés   | 223,048    | 1.19  | 1       | Nuevo |
|                         | Frente Democrático Unido          | 196,998    | 1.05  | 1       | Nuevo |
|                         | Frente Socialista                 | 174,432    | 0.93  | 1       | -9    |
|                         | Partido Laborista                 | 161,031    | 0.86  | 1       | ±0    |
|                         | Partido social Tailandés          | 125,037    | 0.67  | 1       | Nuevo |
|                         | Partido Popular de la Paz         | 104,084    | 0.56  | 0       | -8    |
|                         | Partido del Desarrollo Provincial | 100,162    | 0.53  | 2       | +1    |
|                         | Partido Tailandés                 | 98,487     | 0.53  | 0       | -4    |
|                         | Fuerza libre                      | 95,056     | 0.51  | 0       | Nuevo |
|                         | Reconstrucción Nacional           | 79,894     | 0.43  | 0       | -3    |
|                         | Nueva partido de Siam             | 72,664     | 0.39  | 1       | Nuevo |
|                         | Democracia                        | 59,472     | 0.32  | 1       | -1    |
|                         | Partido del Progreso Social       | 25,028     | 0.13  | 1       | Nuevo |
|                         | Partido Agricultor                | 24,987     | 0.13  | 0       | -1    |
|                         | Partido de la gente               | 11,919     | 0.06  | 0       | ±0    |
|                         | Otros 15 partidos                 | 215,209    | 1.15  | 0       | ±0    |
| Total                   | Total                             | 18,750,811 | 100   | 279     | +10   |
|                         |                                   |            |       |         |       |
| Votos válidos           | Votos válidos                     | 8,619,302  | 95    |         |       |
| Votos nulos y blancos   | Votos nulos y blancos             | 453,327    | 5     |         |       |
| Votos Totales           | Votos Totales                     | 9,072,629  | 100   |         |       |
| Inscritos/Participación | Inscritos/Participación           | 20,623,430 | 43.99 |         |       |
| Fuente:                 |                                   |            |       |         |       |